# Rhinella humboldti
Espèce
Synonymes
- Bufo granulosus humboldti Gallardo, 1965
- Bufo granulosus barbouri Gallardo, 1965
- Bufo granulosus beebei Gallardo, 1965
- Rhinella beebei (Gallardo, 1965)

Rhinella humboldti est une espèce d'amphibiens de la famille des Bufonidae.

## Répartition
Cette espèce se rencontre en Colombie, au Venezuela, à la Trinité, au Guyana, au Suriname et en Guyane jusqu'à 1 000 m d'altitude.

## Description
Les mâles mesurent de 32,5 à 64,4 mm et les femelles de 33,7 à 70,3 mm.

## Étymologie
Cette espèce est nommée en l'honneur d'Alexander von Humboldt.

## Publication originale
- Gallardo, 1965 : The species Bufo granulosus Spix (Salientia: Bufonidae) and its geographic variation. Bulletin of the Museum of Comparative Zoology, vol. 134, p. 107-138 (texte intégral).